# Carlo Rizzo
Pour les articles homonymes, voir Rizzo.
Carlo Rizzo,né le 30 avril 1907 à Trieste et mort le 26 juillet 1979  à Milan, est un acteur italien.

## Biographie
Il est le frère d'Alfredo Rizzo.

## Filmographie partielle
- 1939 : La Folle Aventure de Macario de Mario Mattoli
- 1944 : Macario contre Fantômas (Macario contro Zagomar) de Giorgio Ferroni
- 1948 : Le Héros de la rue de Carlo Borghesio
- 1949 : Comment j'ai découvert l'Amérique de Carlo Borghesio
- 1950 : Deported de Robert Siodmak
- 1952 : Moi, Hamlet de Giorgio Simonelli
- 1952 : Aventure à Rome (When in Rome) de Clarence Brown
- 1955 : La Mousson de Jean Negulesco
- 1957 : Une histoire de Monte Carlo de Samuel A. Taylor
- 1958 : La Maja nue de Henry Koster
- 1961 : La Bataille de Corinthe de Mario Costa
- 1962 : Le Tyran de Syracuse de Curtis Bernhardt
- 1962 : Le Mercenaire d'Étienne Périer
- 1962 : Escapade in Florence (téléfilm)
- 1963 : Le Signe de Zorro de Mario Caiano
- 1971 : Les Clowns de Federico Fellini